# 马尔查马洛
马尔查马洛，是西班牙卡斯蒂利亚-拉曼恰瓜达拉哈拉省的一个市镇。总面积101平方公里，总人口4324人（2001年），人口密度43人/平方公里。